# Kobberby
Kobberby (dansk) eller Kopperby (tysk) er en bydel i Kappel beliggende øst for Slien på halvøen Svansø overfor Grødersby og Arnæs. Kobberby er omgivet af bebyggelserne Rygbjerg (Rückeberg), Espenæs (Espenis), Lilmark (Lüttfeld), Hede (Heide) og Sundsager (Sundsacker).
Stedet blev første gang nævnt i 1462. Navnet kan henvise til kobber (sml. oldnordisk koparr, gml.dansk kopar). Ifølge John Kousgård Sørensen er navnet derimod afledt af norrønt kōpari for købmand. Kobberby betyder således købmændenes by. Kobberby bestod tidligere af flere mindre gårde og bebyggelser såsom Ellery (Ellerüh). Sidstnævnte stednavn er sammensat af elle og ryde for rydning.
I den danske periode før 1864 var byen en del af Karby Sogn (Svans Sogn) i Risbyherred. Senere dannede Kobberby sammen med Ellebjerg og Olpenæs en selvstændig kommune. I 1974 blev Kobberby med Ellebjerg og Olpenæs indlemmet i Kappel kommune.